# Utah Railway
Le Utah Railway (sigle de l'AAR: UTAH) est un chemin de fer américain de classe III en exploitation dans l'Utah et le Colorado. Il appartient désormais à Genesee & Wyoming Inc.. Dans la première moitié du XXe siècle, il fit partie des chemins de fer américains de classe I.

## Son origine
Il fut créé le 24 janvier 1912 sous le nom de Utah Coal Railway Company, raccourci en Utah Railway Company en mai de la même année. La compagnie minière de Provo le créa pour transporter son charbon, à la suite d'un désaccord concernant le service et le trajet utilisé jusqu'alors par le Denver & Rio Grande Railroad. Cette compagnie fut l'une des premières, parmi celles transportant du charbon, à employer des locomotives diesels. Elle utilisa très tôt les automatisations comme le feu de fin de convoi clignotant pour remplacer les cabooses. En 1963, il ne faisait plus partie des chemins de fer américains de classe I. Sa société mère, Mueller Industries, fabricant de cuivre, vendit l'UTAH en 2002 à la compagnie régionale Genesee & Wyoming Inc. (GWI). 

## L'Utah Railway de nos jours
Aujourd'hui, l'UTAH est une compagnie de classe III (shortline) et circule sur 680 km de voie entre Grand Junction et Provo; il ne possède que 72 km tandis que le reste est utilisé sous accord du BNSF et de l'Union Pacific Railroad. La compagnie achemine toujours une quantité significative de charbon. Sur les 90 000 wagons transportés chaque année, plus des 2/3 contiennent du charbon. 
Sa filiale, le Salt Lake City Southern Railroad, dessert 30 clients sur les 40 km séparant Salt Lake City de Draper. 
L'Utah Railway fut sous le feu des projecteurs en avril 2010 lorsqu'un train de fret passa deux fois de suite sur un Shih Tsu errant le même jour; le chien survécu à chaque fois.

## Logo
Le « Beehive logo » (la ruche) figurant aussi sur le drapeau de l'Utah, est utilisé depuis les origines de la compagnie ; probablement à cause de ce symbole fort, le GWI le conserve exceptionnellement à côté de son logo.